# دوبرووا تارنوسکا
دوبرووا تارنوسکا (به لاتین: Dąbrowa Tarnowska) یک شهر و گمینا در لهستان است که در گمینا دانبرووا تارنووسکا واقع شده‌است. دوبرووا تارنوسکا ۲۳٫۰۷ کیلومتر مربع مساحت و ۱۱٬۷۲۰ نفر جمعیت دارد و ۱۲۰ متر بالاتر از سطح دریا واقع شده‌است.

## خواهرخوانده
شهر پشت‌سنت‌لورینتس-پشت‌سنت‌ایمره خواهرخواندهٔ دوبرووا تارنوسکا هست.